# Коробчине (Новоукраїнський район)
Коро́бчине  — село в Україні, у Новомиргородській міській громаді Новоукраїнського району Кіровоградської області. Населення становить 1034 особи. Колишній центр Коробчинської сільської ради.

## Археологія
На західній околиці Коробчиного, на правому березі річки Велика Вись, знаходяться численні штольні з видобування кременю, що складали єдиний виробничий комплекс з трипільським поселенням Рубаний Міст по інший бік річки. Штольні відкриті новомиргородським археологом Петром Івановичем Озеровим та обстежені експедицією Інституту археології НАН України під керівництвом О. В. Цвек в 1988—1990 роках.

## Історія

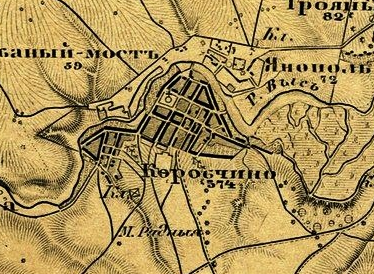
Коробчине на військово-топографічній карті 1869 року

В 1708—1787 рр. в Коробчинському байраці знаходилась пасіка Лебединського Георгіївського чоловічого монастиря. В 1751 році запорізькими козаками був заснований хутір Коробчинський (назва хутора — від однойменної назви байраку).
В 1752 р. тут була розташована 2-га рота Сербського Хорвата гусарського полку Нової Сербії та побудована земляна фортифікаційна споруда — Коробчинський шанець. Військовими 2-ї роти здебільшого були переселенцями з Балкан, тому село, в 1754 році, перейменували на Печку (прототип — Печика в повіті Арад, Румунія). Нова назва села зберігалась до 1828 року, а відтоді первісна назва — Коробчине- була незмінною. В 1755 році в селі була побудована церква Успіння Пресвятої Богородиці. Внаслідок реформи 1764 року Нова Сербія була ліквідована, а її територія ввійшла до складу новоствореної Новоросійської губернії. Сербський гусарський полк був перейменований в Чорний гусарський полк, а його 2-га рота залишалась в с. Печка. В 1776 р. Чорний гусарський полк був розформований, Печка стало державним селом.
В 1802 році була побудована інша будівля церкви.
З 1819 року Печка підпорядковується відомству військових поселень. Жителі села чоловічої статі стають військовими 3-го Українського уланського полку. У селі був сформований ескадрон чисельністю 201 чоловік. Інші жителі залишаються державними селянами і вирощують хліб та фураж для потреб армії. В 1830 році полк перейменовується на Новомиргородський. Після скасування військових поселень, 1859 року, село знову стало державним.
В 1862 році при Успенській церкві була відкрита однокласна церковно-приходська школа на 30 учнів. Учителем був сільський священник Антоній Костецький.
В 1864 році в селі був розквартирований ескадрон Лубенського гусарського полку. За наказом командира полку полковника Амбразанцева-Нечаєва, в 1866 році, у селі була відкрита напіввійськова школа на 20 учнів.
Згідно з переписом 1897 року в с. Коробчине проживало 5132 жителі.
В 1909 році була побудована цегляна будівля церкви по проекту знаменитого архітектора О. Й. Бернардацці. У цьому ж році була відкрита однокласна земська школа. В 1916 році у селі вже існували три школи. Перше поштове відділення відкрилось в 1913 році. В 1916 році Коробчине стає волосним центром, йому підпорядковуються села Бирзулове та Валуївка.
У лютому 1918 року була сформована рада селянських та солдатських депутатів, у березні — село окупували німецькі війська. У січні 1919 року розпочалась більшовицька окупація та створено волосний комітет.
В 1929 році, під час примусової колективізації, був заснований колгосп «Серп і молот». Внаслідок голодомору, 1932—1933 років чисельність жителів села зменшилась вдвічі.
В 1939 році Коробчинська школа стала десятирічною, перший випуск десятикласників відбувся в 1941 році.
В роки Німецько-радянської війни 637 жителів с. Коробчине стали фронтовиками, 262 — загинули на полі бою, 122 жителі були вивезені у Німеччину на примусові роботи.
В 1950 році сільськогосподарське виробництво села досягло довоєнного рівня. В 1954 році відбувся перший післявоєнний випуск десятикласників. Село було радіофікованим. В 1967 році завершилась повна електрифікація села. В 1971 році був побудований палац культури та міст через Велику Вись.

## Голови Коробчинської сільської ради (виконкому)
1913---1916 ---- Голбан С.
1918—1919 — Живанов Тимофій Андрійович
1919—1922 — Стеценко Василь, в 1930-х — Коршенко Федір Гнатович
?     -    1944 --- Свекла Петро Якович
1944—1950 — Волошин Порфирій Родіонович
1950—1952 — Стародуб Ларіон Никифорович
1952—1956 — Грузин Никонор Іванович
1956—1962 — Жесан Прокіп Васильович
1962—1965 — Сакара Микола Михайлович
1965—1969 — Кравченко Іван Іванович
1969—1971 — Пасічник Микола
1971—1974 — Сакара Микола Михайлович
1975—1981 — Кравченко Іван Іванович
1981—1982 — Самойленко Артур Гервасійович
1982—1986 — Тофтул Михайло Іванович
1986—1990 — Троненко Іван Панасович
1990—1998 — Погорілий Василь Павлович
1998—2002 — Задриборода Анатолій Іванович
2002—2006 — Вівчаренко Віктор Іванович
2006—2010 — Плахотник Володимир Андріянович
2010—2012 — Харченко Василь Миколаєвич
2012—2013 — Іванова Ніна Миколаївна (в. о.), з 2013 — Руденко Станіслав Іванович.

## Населення
Згідно з переписом УРСР 1989 року чисельність наявного населення села становила 1232 особи, з яких 528 чоловіків та 704 жінки.
За переписом населення України 2001 року в селі мешкала 1031 особа.
| Рік       | 1766 | 1802 | 1847 | 1890 | 1900 | 1902 | 1906 | 1916 | 1928 | 1939 | 1948 | 1961 | 1972 | 1989 | 2001 |
| Кількість | 395  | 1345 | 2117 | 4293 | 4110 | 5131 | 5059 | 4510 | 4572 | 2310 | 2547 | 2474 | 1601 | 1232 | 1031 |

### Мова
Розподіл населення за рідною мовою за даними перепису 2001 року:
| Мова       | Відсоток |
| ---------- | -------- |
| Українська | 97,49 %  |
| Російська  | 1,93 %   |
| Молдовська | 0,39 %   |
| Білоруська | 0,10 %   |

## Місцевості
- Тихо́нівка — західна околиця села, розташована за яром (район вулиці Ватутіна)
- Третя Гора — південно-східна околиця села

### Вулиці
У Коробчиному налічується 17 вулиць. В рамках декомунізації в 2016 році деякі з них було перейменовано:
| Назва                | Колишня назва         |
| 8 Березня вул.       |                       |
| Гагаріна вул.        |                       |
| Горького вул.        |                       |
| Зоряна вул.          | Радянської Армії вул. |
| Космонавтів вул.     |                       |
| Молодіжна вул.       |                       |
| Набережна вул.       |                       |
| Перспективна вул.    | Карла Маркса вул.     |
| Руданського вул.     |                       |
| Сонячна вул.         | Суворова вул.         |
| Франка Івана вул.    |                       |
| Хутір Комінтерн вул. |                       |
| Центральна вул.      | Леніна вул.           |
| Шевченка вул.        |                       |
| Щаслива вул.         | Ватутіна вул.         |
| нова назва           | Кірова вул.           |
| Лісова вул.          | Чапаєва вул.          |

## Інфраструктура

### Промисловість
Неподалік села знаходиться ільменітовий кар'єр та гірничо-збагачувальний комбінат ТОВ ВКФ «Велта», що станом на 2012 рік є найбільшим промисловим підприємством району.

### Соціальна сфера
В селі існує Коробчинська загальноосвітня школа I—III ступенів, сільський будинок культури, дитячий садок, відділення зв'язку, кілька магазинів, кафе-бар та аптека.
У січні 2013 року після ремонту приміщення знову було відкрито дитсадок «Сонечко», який кілька років не функціонував.

### Комунікації
Більшість вулиць села мають асфальтне покриття, існує водогін. Село не газифіковане. Транспортне сполучення з районним центром здійснюється щоденним рейсовим автобусом Рубаний Міст—Кропивницький.

## Свято-Успенська церква
В селі знаходиться цегляна Свято-Успенська церква, збудована в 1909 році по проекту відомого архітектора О. Й. Бернардацці. Реєстрація статуту церкви проведена рішенням Кіровоградського облвиконкому № 20 від 28 січня 1992 року. Церква знаходиться на обліку як пам'ятка архітектури місцевого значення під охоронним номером 393-Кв (згідно з розпорядженням голови Кіровоградської ОДА № 261-р від 7 серпня 1997 року).
У 2007 році тут проходили зйомки художнього фільму «Маленьке життя».

## Пам'ятники
| Назва                                                   | Розташування                                  | Дата встановлення | Фото | Короткі відомості |
| Воїнам, загиблим в роки Другої Світової Війни, меморіал | У сільському парку, з боку вул. Перспективної |                   |      | На меморіальних стелах розміщені фотографії всіх загиблих воїнів-вихідців з села. У братській могилі поховано 6 радянських солдат; на плиті під постаментом вказані імена та роки загибелі 4-х з них. Поблизу пам'ятника знаходиться вічний вогонь. |
| Прикордонників, пам'ятний знак                          | У сільському парку, з боку вул. Перспективної |                   |      | Дерев'яний пам'ятний знак встановлений місцевими мешканцями, що служили в Афганістані в період афганської війни 1979-1989 років. Є традиційним місцем збору на святкування дня прикордонника.                                                       |

## Відомі люди
- Вівчаренко Ігор Вікторович (1996—2020) — старший солдат Збройних сил України, учасник російсько-української війни.
- Гніденко Іван Гаврилович (1943—2007) — український військовий діяч, генерал-майор.
- Грушевський Юрій Олександрович (1921—2006) — кандидат військових наук, генерал-майор.
- Кальніцький Борис Дмитрович (1936—2018) — доктор біологічних наук, професор, академік РАН.
- Кожухар Микола Дмитрович (1955) — заслужений працівник транспорту України,
- Макієнко Ольга Юріївна (1956) — заслужений лікар України
- Месюренко Лука Максимович (1907—1973) — український радянський партійний діяч.
- Плахута Ігор Вікторович (1967) — український військовий діяч, генерал-майор.
- Полуєв Кузьма Тимофійович (1906—2001) — Герой Соціалістичної Праці.
- Правиленко Григорій Тимофійович (1919—2004) — член Спілки письменників Росії
- Ткаченко Наталія Андріївна (1974) — доктор технічних наук, професор.
- Тофтул Михайло Григорович (1931—2017) — кандидат філософських наук, професор.
- Чигиринський Анатолій Васильович (1936) — доктор історичних наук, професор.
- Янченко Петро Іванович (1917—2001) — Герой Соціалістичної Праці.